# William Toomath
Stanley William « Bill » Toomath (né le 12 novembre 1925 à Lower Hutt – mort le 20 mars 2014 à Wellington) est un architecte néo-zélandais.

## Biographie
William Toomath a étudié l’architecture à l’université d'Auckland de 1945 à 1949. Une fois diplômé, une bourse de deux ans lui permet de voyager en Europe en 1951. L’année suivante, il étudie à la Harvard Graduate School of Design sous la houlette de Ieoh Ming Pei avec John Hejduk. Il travaille brièvement avec Walter Gropius et Pei avant de rentrer en Nouvelle-Zélande en 1954.
Trois ans plus tard il est rejoint par Derek Wilson, ils fondent Toomath and Wilson. Toomath et Wilson sont rejoints par Don Irvine et Grahame Anderson en 1972, formant le cabinet Toomath Wilson Irvine Anderson Ltd.